# Зенгбуш (дворянский род)
Зенгбуш (нем. Sengbusch) — остзейский немецкий дворянский род, долгое время находившийся в русском подданнстве.

## Происхождение и история рода
История рода Зенгбушей обычно отсчитывается от Эрнста Зенгбуша (1611—1675) — горожанина, жившего в Мекленбурге. Его внук, Корд Зенгбуш (1700—1763) в 1725 перебрался в Ригу, где работал ремесленником-портным и торговцем тканями, разбогател и была избран олдерменом (старейшиной) Малой гильдии.
У Корда Зенгбуша было два сына, из которых Александр фон Зенгбуш (1738—1800) стал бургомистром Риги. Второй сын, Иоганн фон Зенгбуш (1777—1838) — капитан российской армии, отец генерал-майора и оренбургского губернатора Егора Ивановича Зенгбуша (1823—1878).

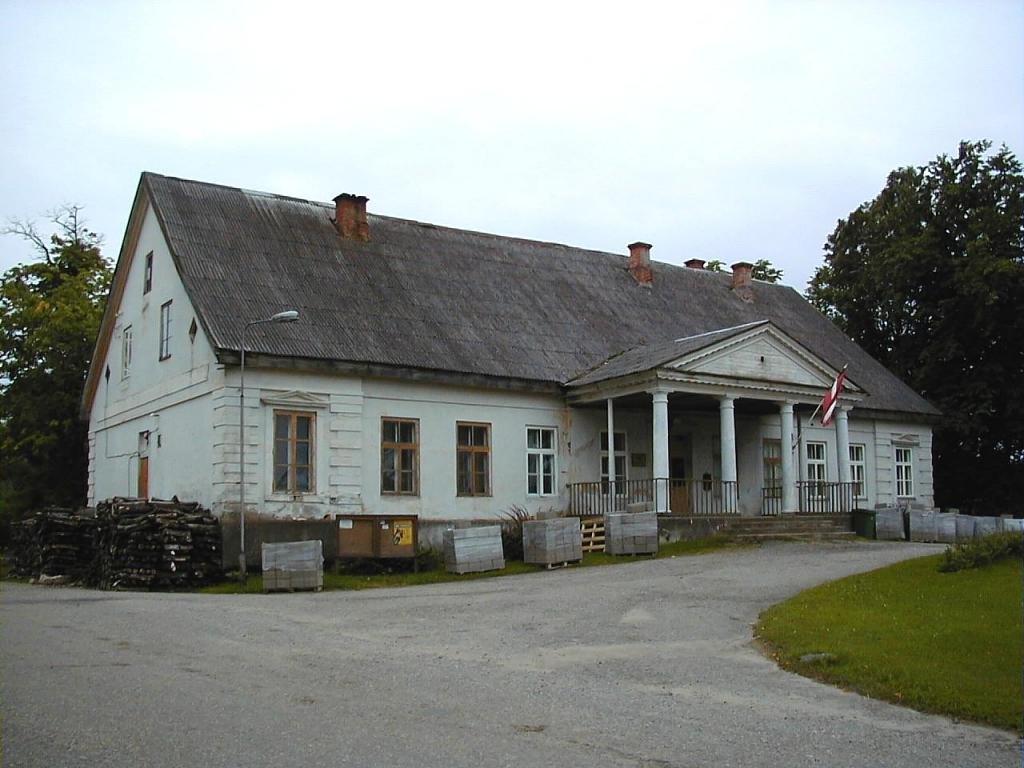
Главный дом усадьбы Зенгбушей в Лаунекальне. Ныне — здание поселковой администрации.

Старший сын бургомистра Риги Александра фон Зенгбуша, Конрад Генрих фон Зенгбуш (1768—1849), был рижским фабрикантом. Его сыном был Александр фон Зенгбуш (1796—1883) — лютеранский пастор. Сыновьями пастора были Иоганн (Иван Александровчи) фон Зенгбуш (1828—1907) — педагог и действительный статский советник, и Конрад фон Зенгбуш (1831—1913) — бургомистр города Аренсбурга на острове Эзель.
Ещё один представитель рода, Вильгельм фон Зенгбуш (1802—1880), женился на Катарине Юлиане Лампрехт (1812—1856), падчерице и наследнице рижского купца Фридриха Вильгельма Бредерло и стал наследником и хранителем его коллекции произведений искусства. Их сыном был богатый рижский фабрикант Карл Густав фон Зенгбуш (1843—1924). В 1940 году наследники Карла Густава фон Зенгбуша вынуждены были переехать из Латвии в Германию. Однако, из всей коллекции им было позволено взять с собой только семь картин, тогда как остальные были реквизированы и до сих пор являются музейной собственностью на территории Латвии.
Среди других представителей рода можно отметить дерптского городского ревизора Конрада Мартина Зенгбуша (1772—1860) и его сына, Эдуарда Фердинанда Зенгбуша (1807—1867), первого учёного-медика в Российской империи, изучавшего ботулизм.

## Дворянство
28 ноября 1796 года бургомистр Риги Александр фон Зенгбуш был возведён в дворянство Священной римской империи императором Францем II. В 1816 и 1854 годах семья фон Зенгбуш была официально подтверждена в дворянском Российской империи достоинстве.
Род фон Зенгбушей был внесён во 2-ю часть дворянской родословной книги Санкт-Петербургской губернии, а также в дворянский матрикул острова Эзель.

## Поместья
Различные представители рода Зенгбушей владели усадьбами (мызами) Каррисхоф (Карья; с 1875 года), Кауниспе на Эзеле (с 1882) и Лаунекальн (Лаункалне; с 1844). В Лаунекальне сохранился усадебный дом.

## Известные представители рода Зенгбуш в Российской империи
- Зенгбуш, Александр фон (нем.; 1738—1800) — бургомистр Риги.
  - Зенгбуш, Егор Иванович (Георг фон; 1823—1878) — генерал-майор, оренбургский губернатор и наказной атаман Оренбургского казачьего войска, внук предыдущего.
  - Зенгбуш, Александр фон (нем.; 1796—1883) — лютеранский пастор, внук А. фон Зенгбуша, двоюродный брат Е. И. Зенгбуша.
    - Зенгбуш, Иван Александрович (1828—1907) — педагог, действительный статский советник, сын предыдущего.

- Зенгбуш, Генрих Кондратьевич (1806—1865) — генерал-майор.
- Зенгбуш, Эдуард Фердинанд (1807—1867) — врач, доктор медицины.
- Зенгбуш, Карл Иванович — Георгиевский кавалер (№ 8889; 1 февраля 1852; на момент награждения — полковник).
- Зенгбуш, Карл Густав фон (нем.; 1843—1924) — рижский фабрикант, владелец коллекции произведений искусства.